# Jennifer French (femme politique)
Pour les articles homonymes, voir Jennifer French et French.
Jennifer Kay French, née le 5 juin 1978 à Winchester, est une femme politique provinciale canadienne de l'Ontario. Elle est députée provinciale néo-démocrate de la circonscription ontarienne de Oshawa depuis 2014.

## Biographie
Née à Winchester près d'Ottawa en Ontario, French grandit aux États-Unis. Elle revient au Canada pour étudier à l'Université Queen's où elle obtient un baccalauréat en biologie. Après avoir passé trois ans à enseigner au Japon, elle revient faire une maîtrise en science avec une spécialisation en enseignement. Elle s'établit ensuite à Oshawa pour enseigner dans une école primaire pendant huit ans,.
Élue en 2014, elle est réélue en 2018, 2022 et 2025.
Elle est, à différents moments, critique néo-démocrate en matière de Pension, de Sécurité communautaire et de Services correctionnels, ainsi que d'Engagement de la jeunesse et de Citoyenneté et d'Immigration,.